# Zespół monosomii 1p36

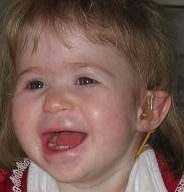
Twarz dziecka z zespołem monosomii 1p36

Zespół monosomii 1p36 (ang. monosomy 1p36 syndrome, chromosome 1p36 deletion syndrome) – zespół wad spowodowany delecją fragmentu krótkiego ramienia chromosomu 1.

## Epidemiologia
Częstość zespołu jest stosunkowo duża, szacuje się, że wynosi około 1:5000 urodzeń.

## Etiologia
Zespół monosomii 1p36 spowodowany jest dużą delecją obejmującą dystalny odcinek krótkiego ramienia chromosomu 1. Miejsca pęknięć chromosomu są zmienne, ich zakres to 1p36.13 do 1p36.33. Większość przypadków zespołu spowodowana jest mutacjami sporadycznymi, zachodzącymi w gametogenezie; znanych jest kilka przypadków odziedziczenia mutacji po rodzicu będącym nosicielem zrównoważonej translokacji.

## Fenotyp
Na obraz kliniczny zespołu monosomii 1p36 składają się liczne wady wrodzone, od małych wad o charakterze cech dysmorficznych, do ciężkich wad narządów wewnętrznych skracających życie.
Objawy spotykane w zespole delecji 1p36:
Cechy dysmorficzne:

- mikrocefalia (38%)
- brachycefalia (43%)
- duże przednie ciemiączko (100%)
- niska linia włosów z przodu (38%)
- małe uszy (35%)
- duże uszy (6%)
- spłaszczone małżowiny uszne (53%)
- niskie osadzenie uszu (59%)
- uszy zrotowane do tyłu (18%)
- płaska nasada nosa (65%)
- głęboko osadzone oczy (50%)
- krótkie szpary powiekowe (29%)
- mongoloidalne ustawienie szpar powiekowych (41%)
- antymongoloidalne ustawienie szpar powiekowych (35%)
- hipoteloryzm (31%)
- wyraźny hiperteloryzm (15%)
- wydłużenie rynienki podnosowej (philtrum) (24%)
- prognatyzm (44%)
- szpiczasty podbródek (80%)
- małe dłonie/ stopy (20%)
- skrócenie V palca doni, klinodaktylia (64%)
- hipoplazja moszny (14%)

Duże wady:
- rozszczep wargi lub podniebienia (11%)
- wnętrostwo (29%)
- wrodzona kardiomiopatia rozstrzeniowa
- wrodzone wady serca (tetralogia Fallota, przetrwały przewód tętniczy Botalla).
- anomalie ośrodkowego układu nerwowego w MRI/TK (asymetria komór bocznych, wentrikulomegalia, ogniskowa atrofia) (18%)
- opóźnienie wzrostu (85%)
- opóźnienie psychoruchowe, hipotonia mięśniowa (92%)
- ubytki słuchu (56%[2]).